# Tetragonia ovata
Tetragonia ovata är en isörtsväxtart som beskrevs av Rodolfo Amando Philippi. Tetragonia ovata ingår i släktet tetragonior, och familjen isörtsväxter. Inga underarter finns listade i Catalogue of Life.